# Відомі люди Вільнянщини
Відомі люди Вільнянщини

Білецький С. П.

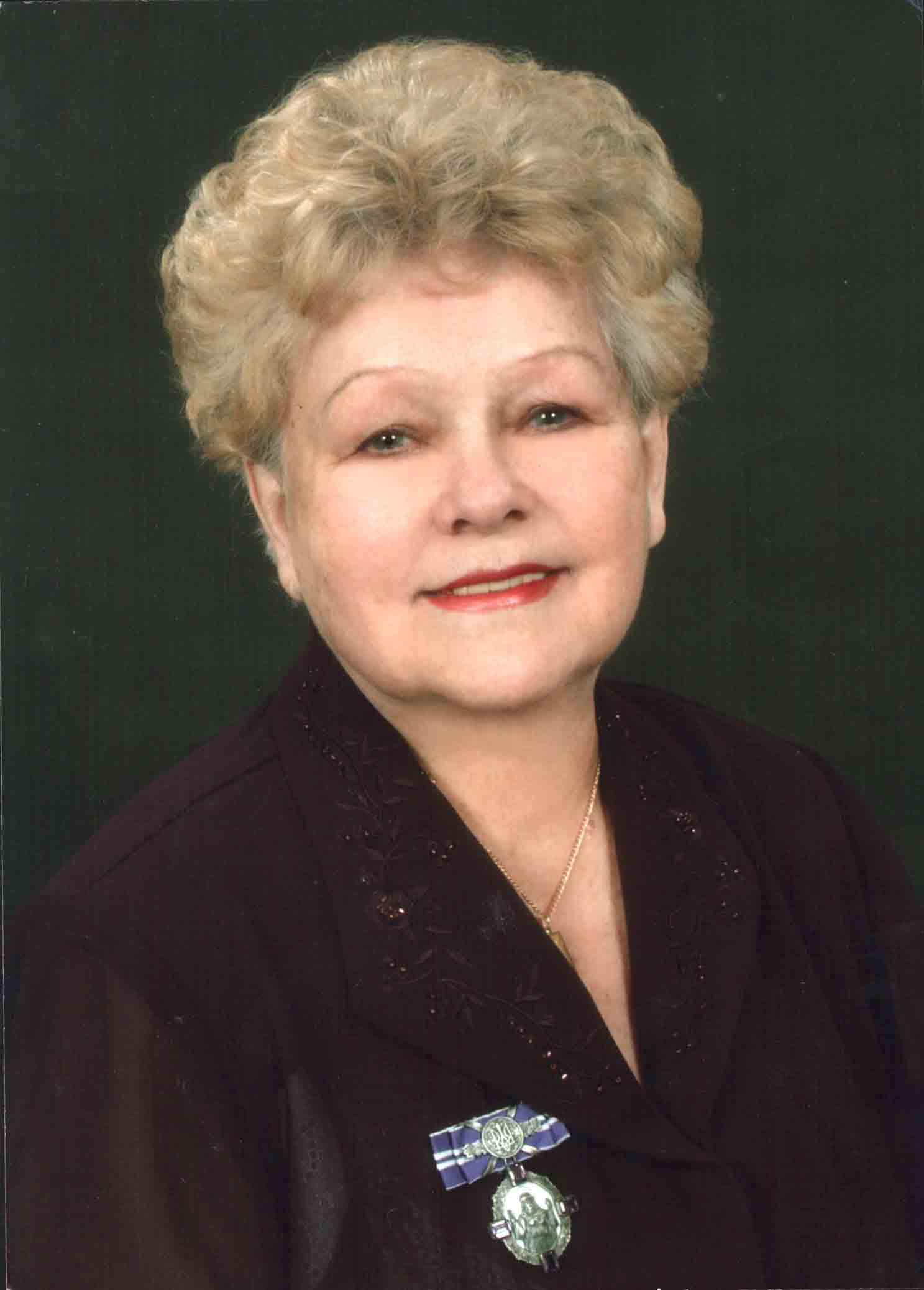
Хом'як К. П.

Тар'яник В. П.

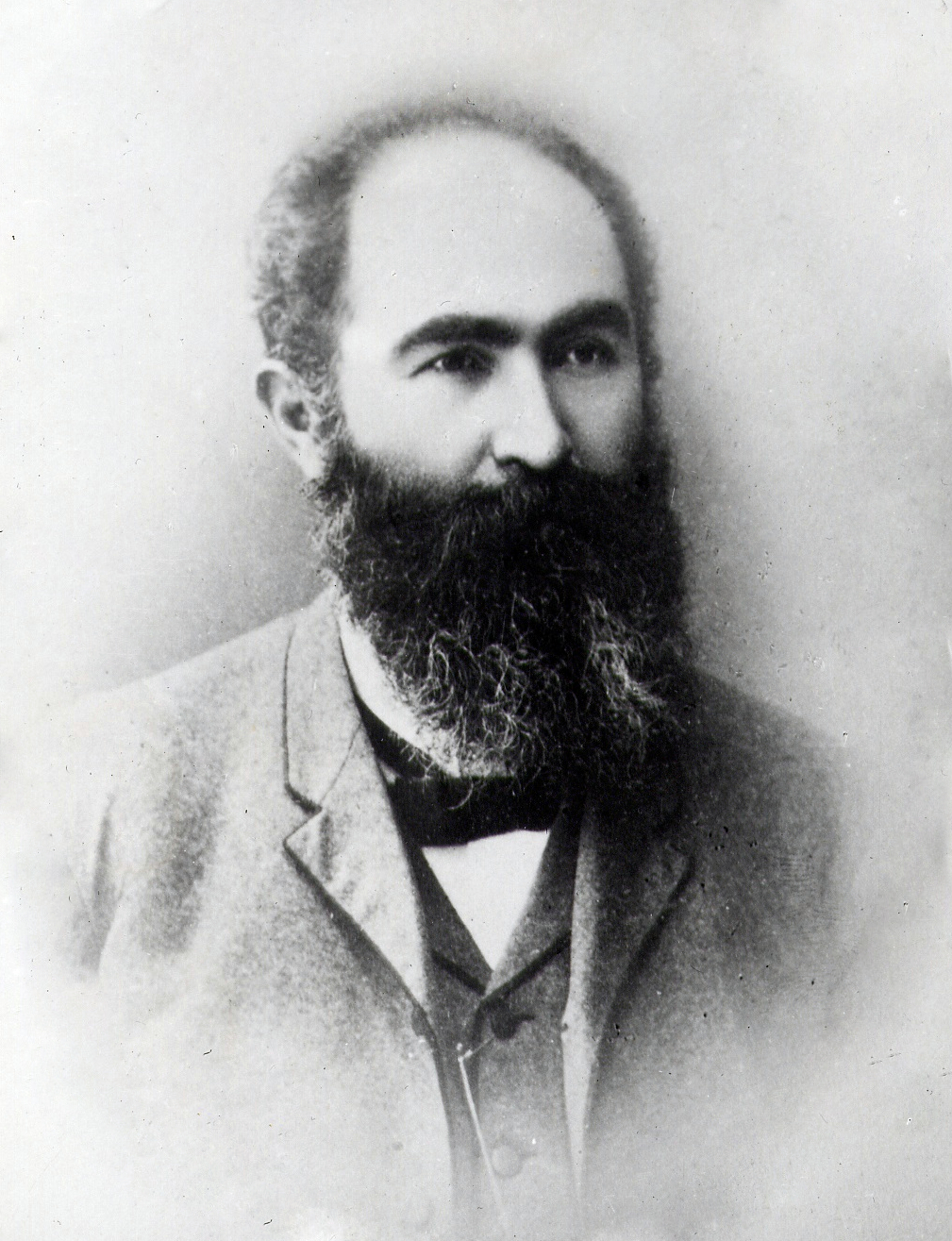
Кащенко М. Ф.

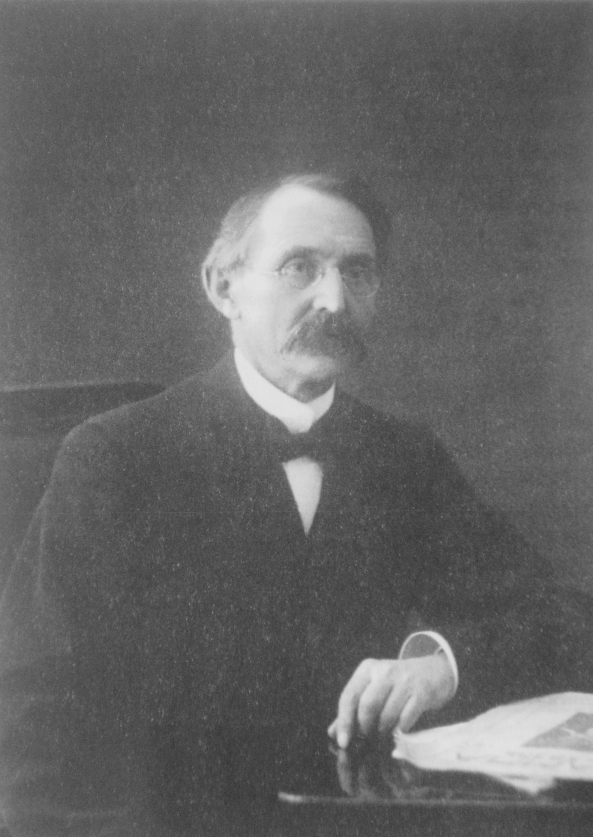
Новицький Я.П.

Генріх Нейфельд.

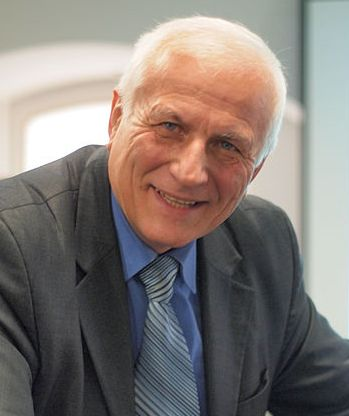
Володимир Білецький.

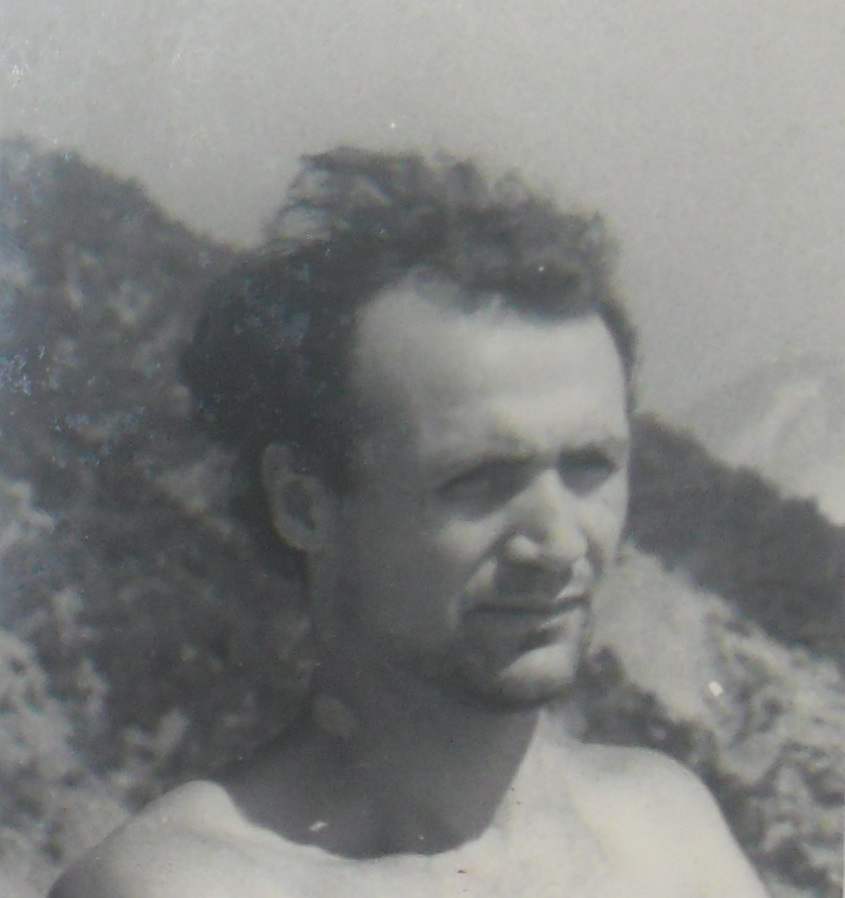
Сердюк В. Д..

Вільнянський район відомий своїми земляками, серед яких:
- Антоненко Степан Корнійович (1913—1982) — Герой Соціалістичної Праці. Протягом багатьох років господарство «Запорізька Січ», с. Матвіївка, Вільнянський район.
- Баштанник Григорій Семенович (1914—1993) — Герой Соціалістичної Праці мешкав у с. Криничне, Вільнянський район.
- Бочаров Яків Васильович — Герой Радянського Союзу, у роки Вітчизняної війни командир 76-го гвардійського стрілецького полку (27-а гвардійська стрілецька дивізія, 8-а гвардійська армія, Північно-Західний фронт), старший лейтенант.
- Волощук Михайло Володимирович (1980—2014) — підполковник Збройних сил України, боєць Добровольчого корпусу «Правого Сектору».
- Єрьоменко Іван Никифорович — видатний хлібороб-новатор, працював у колгоспі ім. Ілліча (с. Павлівське). В 1976 р. одержав звання Героя Соціалістичної Праці. Нагороди — два ордени Леніна, Золота Зірка Героя Соціалістичної Праці.
- Карпенко Василь Федорович (1917—1961) — Герой Соціалістичної Праці, механізатор, працював у колгоспі ім. Щорса, село Московка, Вільнянський район.
- Нікітенкова Ганна Афонівна — уславлена доярка, працювала в колгоспі ім. Дзержинського (с. Любимівка). В 1966 р. одержала звання Героя Соціалістичної Праці. Нагороди — два ордени Леніна, Золота Зірка Героя Соціалістичної Праці.
- Максименко Костянтин Іванович — Герой Соціалістичної Праці, жив і працював у радгоспі Яковлеве.
- Клименко Микола Іванович (1913—1990), народився і жив Герой Соціалістичної Праці у с. Люцерна. Він працював трактористом, комбайнером в радгоспах «Дружба» і «Запорізька Січ».
- Авраменко Василь Максимович (1913—1972) у передвоєнні роки Герой Радянського Союзу жив у с. Гасанівці.
- Хом'як Катерина Петрівна — актриса театру ім. М. Заньковецької (м. Львів), заслужена артистка України. Нагороджена орденом Княгині Ольги ІІІ ст.. Народилася у м. Вільнянськ.
- Білецький Володимир Стефанович — український вчений в галузі гірництва, громадсько-політичний діяч, доктор технічних наук, професор Донецького національного технічного університету, дійсний член ряду науково-академічних організацій: НТШ, Академії економічних наук України, Академії гірничих наук України, засновник і головний редактор аналітично-інформаційного журналу «Схід» Народився у с. Матвіївка, жив і закінчив середню школу № 3 в м. Вільнянськ.
- Білай Ананій Калинович — відомий український агроном-садівник.
- Кащенко Микола Феофанович (1855—1935) — видатний біолог, академік — у цій місцевості народився і провів дитинство і юність.
- Кащенко Адріан Феофанович (1858—1921) — брат Кащенка Миколи Феофановича, письменник та історик .
- Паторжинський Іван Сергійович народився народний артист СРСР, оперний співак у селі Петро-Свистунове[1].
- Тар'яник Василь Петрович — кінорежисер, працював у жанрі хронікально-навчальних та наукових фільмів. Народився у м. Вільнянськ.
- Онипко Олексій Іванович — «Почесний громадянин Вільнянська»
- Білецький Віталій Володимирович (15.10.1974, м. Вільнянськ) — український вчений, психолог і філософ, кандидат філософських наук, доцент Донецького національного університету, народився у м. Вільнянськ.
- Білецький Стефан Петрович (14.08.1923-14.02.1985) — мінометник, воював на Воронезькому, Сталінградському, Степовому фронтах німецько-радянської війни. Учасник боїв за Сталінград, Харків, Полтаву, Бєлгород. Нагороджений медалями «За відвагу», «За оборону Сталінграда», «За перемогу над Німеччиною» та ін., після війни — медаллю «За трудову доблесть». Інженер-машинобудівник, начальник конструкторсько-технічного бюро «Заводу ім. Т. Г. Шевченка» у м. Вільнянськ. Робкор (понад 100 публікацій). Народився у с. Матвіївці Вільнянського району. Жив і працював у м. Вільнянськ. Похований на міському цвинтарі.[2]
- Сердюк Вадим Дмитрович — український спортсмен, Майстер спорту зі спортивного туризму.
- Салякін Андрій Олександрович — голова Вільнянської районної ради (2016), один із заступників представника України в Палаті регіонів Конгресу місцевих та регіональних влад Ради Європи.[3]
- Кащенко Адріан Феофанович — український письменник, автор численних прозових творів про вікопомну героїку Запорозької Січі.
- Генріх Нейфельд — власник і керівник заводу сільськогосподарських машин у Софіївці (нині м.  Вільнянськ, Запорізька область) з 1871 р.
- Макарчук Адам Антонович — автор герба та прапора Вільнянського району, викладач Вільнянської дитячої художньої школи, народний майстер декоративно-прикладної творчості.